# مقاطعة بيكينز (جورجيا)
مقاطعة بيكينز (بالإنجليزية: Pickens County)‏ هي إحدى المقاطعات في ولاية جورجيا في الولايات المتحدة الأمريكية.